# Пров
Пров (лат. Probus — «честный») — мужское русское личное имя латинского происхождения. Это односложное имя выделяется из существующих имён своей краткостью.
Существовали варианты имени как Провий и Проб. Из латинского языка перешло в среднегреческий Πρόβος, а соответственно из него в восточнославянские. Является английским именем в латинском варианте Probus (Пробус). В народе имя Пров иногда взаимозаменялось с именами Прохор и Прокофий.

## Именины
- Православные[1]: 1 января, 22 мая, 6 июля, 22 июля, 25 октября.